# 西谷啓治
西谷 啓治（にしたに けいじ、1900年〈明治33年〉2月27日 - 1990年〈平成2年〉11月24日）は、日本の哲学者。専門は宗教哲学。京都学派に属する。京都大学名誉教授。文化功労者。

## 経歴
修学期
1900年、石川県鳳珠郡能登町生まれた。宇出津小学校に入学するが、1年生の時に一家で東京へ移住。1912年に早稲田中学に進学。成績優秀であり、卒業時には大隈重信総長から優等賞を授与された。しかし、中学卒業時に肺結核へ罹患していることが分かり、大きな衝撃を受けた。第一高等学校への進学をあきらめて北海道函館で療養生活を送ったが、1年後に回復し、第一高等学校へ進学。
大学進学にあたっては、若年のうちに同郷（現かほく市）の出身である西田幾多郎の著書『思索と体験』に出会っていたこともあり、京都帝国大学文学部哲学科に入学。哲学科では西田幾多郎に師事し、卒業論文は、シェリングとベルグソンをテーマとした。
大学卒業後(戦前)
大学卒業後は、旧制平安中学校に代用教員として1か月勤務。その後、京都高等工芸学校(現・京都工芸繊維大学)の講師に就いた。その後第三高等学校の講師に転じ、母校の京都帝国大学でも非常勤講師を務めた。1935年、京都帝国大学文学部助教授に就任。1937年より文部省在外研究員として、ドイツ・フライブルクに研究留学し、ハイデッガーに師事。帰国後の1943年、同教授に昇格。太平洋戦争下においては、「近代の超克」に参加。太平洋戦争の「意義」を理論づけようとした。1945年9月、学位論文『宗教哲学』を京都帝国大学に提出して文学博士号を取得。
戦中
中央公論に掲載された座談会『大東亜建設の倫理性と歴史性』で「大東亜では同じ水準に達しているのは日本だけで、あとの民族はレベルの低い民族だ。そういうものを引っ張って育てていき、民族的な自覚をもたす」と述べている。
戦後
戦後はその「近代の超克」などにおける言説から公職追放にあい、京都大学を辞職。公職追放解除後の1952年に京都大学文学部教授に復帰。1963年に京都大学を定年退官し、以降名誉教授となった。退任後は大谷大学教授を務めた。1965年、日本学士院会員に選出された。
没後に、出生地である能登町宇出津に「西谷啓治記念館」が遠島山公園に作られている。

## 研究内容・業績
思想と評価
哲学研究においては、ドイツ神秘主義などを研究するが、後半生は禅仏教に傾倒した。
京都学派との関わり
- 高坂正顕、高山岩男、鈴木成高と共に「京都学派四天王」に数えられている[9]。

宗教哲学以外への広がり
宗教哲学以外の分野においても、芭蕉、寒山詩やトルストイ、リルケに関する考察や随筆も多く残している。また、学生時代には、リヒャルト・デデキントの『数とは何であるか、何であるべきか』を読むなど、数理哲学への関心を有していたようだが、その方面で論文を書くことはなかった。

## 栄典・受賞
- 1970年：勲二等授瑞宝章
- 1972年：ゲーテ・メダル受賞。
- 1982年：文化功労者
- 1990年：正四位、旭日重光章

## 家族・親族
- 父：西谷米次郎
- 母：かよ
- 従弟：未來社創設者の西谷能雄。
- 息子：西谷裕作は倫理学の研究者で、京都大学助教授を務めた。

## 著書
著書
- 『根源的主体性の哲学』弘文堂 1940
- 『世界観と国家観』弘文堂 1941
- 『神と絶対無』弘文堂 1948
- 『アリストテレス論攷』弘文堂 1948
- 『ロシアの虚無主義』弘文堂(アテネ文庫) 1949
- 『ニヒリズム』弘文堂(アテネ新書) 1949
  - 再版 創文社 1966
- 『宗教と政治と文化』法蔵館 1949
- 『現代社会の諸問題と宗教』法蔵館 1951
  - 新版 1978年
- 『宗教論集』第1 創文社 1961
- 『宗教と文化』国際日本研究所編、創文社 1969
- 『随想集 風のこころ』新潮社 1980
- 『仏教について』法蔵館 法蔵選書 1982
  - 文庫化 法蔵館文庫 2024
- 『西田幾多郎 その人と思想』筑摩書房 1985
- 『禅の立場 宗教論集II』創文社 1986
- 『寒山詩』筑摩書房 1986
- 『正法眼蔵講話』(全4巻) 筑摩書房 1987-1989
- 『宗教と非宗教の間』上田閑照編、岩波書店(同時代ライブラリー) 1996
  - 文庫化 岩波現代文庫 2001
- 『随想集 青天白雲』(京都哲学撰書 16)燈影舎 2001
- 『神秘思想史：信州講演』(京都哲学撰書 28巻) 燈影舎 2003

著作集
- 『西谷啓治著作集』(全26巻) 創文社 1986-1995

編・共著
- 『西田幾多郎　現代日本思想大系 22』筑摩書房 1968
- 『講座 禅』(全8巻) 筑摩書房 1967-1968

1. 1巻『禅の立場』
2. 2巻『禅の実践』
3. 3巻『禅の歴史』
4. 4巻『禅の歴史』
5. 5巻『禅の歴史』
6. 6巻『禅の古典』
7. 7巻『禅の古典』
8. 8巻『現代と禅』

- 『この永遠なるもの：吉川幸次郎対話』雄渾社 1967
  - 再版 燈影撰書 1985
- 『現代日本の哲学』共編、雄渾社 1967
- 『禅の本質と人間の真理』久松真一共編、創文社 1969
- 『禅家語録I・II 世界古典文学全集』柳田聖山共編、筑摩書房 1972-1974
- 『回想 鈴木大拙』春秋社 1975
- 『座談 思想のシンポジウム』燈影撰書、1985
- 『座談 思想のシンポジウム 2 日本の思想風土』燈影撰書 1986
- 『直接経験 西洋精神史と宗教』八木誠一対談、春秋社 1989
- 『田辺哲学とは』共編、燈影撰書 1991

訳書
- 『自由意志論』シエリング著、岩波書店 1927
- 『人間的自由の本質』シェリング 世界文学社 1948
  - 文庫化 岩波文庫 1951、改版1975

## 関連資料
書籍・論集
- 『西谷啓治―その思索への道標』佐々木徹、法蔵館 1986
- 『西谷啓治随聞』聞き手佐々木徹、法蔵館 1990
- 『西谷啓治先生追悼－情意における空－』上田閑照編、創文社 1992
- 『渓聲 西谷啓治』(燈影撰書)京都宗教哲学会編 1993

1. 上 回想篇
2. 下 思想篇

- 『家郷を離れず 西谷啓治先生特別講義』伴一憲編著、創文社 1998
- 『理想』第689号(特集・西谷啓治) 理想社 2012年10月

論考
- 佐々木徹「思索と言葉 : 西谷啓治の哲学 (一)」『追手門学院大学国際教養学部紀要』第1巻、追手門学院大学国際教養学部、2008年1月、155-167頁、CRID 1050001202455401088、ISSN 1882-630X。
- 佐々木徹「思索と言葉 : 西谷啓治の哲学 (二)」『追手門学院大学国際教養学部紀要』第2巻、追手門学院大学国際教養学部、2009年1月、29-41頁、CRID 1050282677461032576、ISSN 1882-630X。
- 佐々木徹「思索と言葉 : 西谷啓治の哲学 (三)」『追手門学院大学国際教養学部紀要』第3巻、追手門学院大学国際教養学部、2010年1月、77-90頁、CRID 1050001202463594752、ISSN 1882-630X。
- 佐々木徹「思索と言葉 : 西谷啓治の哲学 (四)」『追手門学院大学国際教養学部紀要』第4巻、追手門学院大学国際教養学部、2011年1月、53-69頁、CRID 1050001202463595520、ISSN 1882-630X。